# Liste der Naturschutzgebiete im Landkreis Offenbach
Im hessischen Landkreis Offenbach gibt es 33 Naturschutzgebiete, die zusammen eine Fläche von 1.555,6 Hektar einnehmen.
| Name                                                                        | Bild | Kennung              | Einzelheiten | Position | Fläche Hektar | Datum |
| --------------------------------------------------------------------------- | ---- | -------------------- | --- | -------- | ------------- | ----- |
| Willersinn'sche Grube bei Dietzenbach                                       |      | 1438013 WDPA: 166319 | Dietzenbach OSM-Link zur Kartendarstellung: „Willersinn'sche Grube bei Dietzenbach“ | ⊙        | 15,15         | 1987  |
| Herrnröther- und Bornwaldswiesen von Sprendlingen                           |      | 1438016 WDPA: 163655 | Dreieich OSM-Link zur Kartendarstellung: „Herrnröther- und Bornwaldswiesen von Sprendlingen“ | ⊙        | 48,83         | 1990  |
| Luderbachaue von Dreieich                                                   |      | 1438028 WDPA: 164517 | Dreieich OSM-Link zur Kartendarstellung: „Luderbachaue von Dreieich“ | ⊙        | 291,57        | 1996  |
| Oberwiesen von Sprendlingen                                                 |      | 1438026 WDPA: 164906 | Dreieich OSM-Link zur Kartendarstellung: „Oberwiesen von Sprendlingen“ | ⊙        | 17,02         | 1996  |
| Hegbachaue bei Messel                                                       |      | 1438021 WDPA: 163576 | Egelsbach, Langen, Messel OSM-Link zur Kartendarstellung: „Hegbachaue bei Messel“ | ⊙        | 242,05        | 1994  |
| Faulbruch bei Erzhausen                                                     |      | 1432028 WDPA: 318383 | Erzhausen, Egelsbach Ist per Kennung 1432xxx dem Landkreis Darmstadt-Dieburg zugeordnet, siehe Liste der Naturschutzgebiete im Landkreis Darmstadt-Dieburg OSM-Link zur Kartendarstellung: „Faulbruch bei Erzhausen“ | ⊙        | 66,01         | 2001  |
| Im Woog von Hainstadt                                                       |      | 1438019 WDPA: 163895 | Hainstadt OSM-Link zur Kartendarstellung: „Im Woog von Hainstadt“ | ⊙        | 14,19         | 1992  |
| Nachtweide von Patershausen                                                 |      | 1438012 WDPA: 164746 | Heusenstamm OSM-Link zur Kartendarstellung: „Nachtweide von Patershausen“ | ⊙        | 17,69         | 1987  |
| See am Goldberg                                                             |      | 1438004 WDPA: 82577  | Heusenstamm OSM-Link zur Kartendarstellung: „See am Goldberg“ | ⊙        | 12,24         | 1972  |
| Kammereckswiesen, Herchwiesen, Schmale Wiesen und Belzbornwiesen von Langen |      | 1438006              | Langen Gebietserweiterung mit Namensänderung im Jahr 2018. OSM-Link zur Kartendarstellung: „Kammereckswiesen, Herchwiesen, Schmale Wiesen und Belzbornwiesen von Langen“                                             | ⊙        | 53,65         | 1982  |
| Bong'sche Kiesgrube und Mainufer bei Mainflingen                            |      | 1438001 WDPA: 81441  | Mainhausen OSM-Link zur Kartendarstellung: „Bong'sche Kiesgrube und Mainufer bei Mainflingen“ | ⊙        | 94,52         | 1977  |
| Ehemalige Tongrube von Mainhausen                                           |      | 1438034 WDPA: 344582 | Mainhausen OSM-Link zur Kartendarstellung: „Ehemalige Tongrube von Mainhausen“ | ⊙        | 15,59         | 2005  |
| Speckgraben bei Mainflingen                                                 |      | 1438031 WDPA: 319122 | Mainhausen OSM-Link zur Kartendarstellung: „Speckgraben bei Mainflingen“ | ⊙        | 31,72         | 1999  |
| Mayengewann von Lämmerspiel                                                 |      | 1438009 WDPA: 164589 | Mühlheim, Lämmerspiel OSM-Link zur Kartendarstellung: „Mayengewann von Lämmerspiel“ | ⊙        | 6,84          | 1985  |
| Oberwaldsee von Dietesheim                                                  |      | 1438015 WDPA: 164905 | Mühlheim, Dietesheim OSM-Link zur Kartendarstellung: „Oberwaldsee von Dietesheim“ | ⊙        | 33,48         | 1989  |
| Bruch von Gravenbruch                                                       |      | 1438008 WDPA: 162576 | Neu-Isenburg, Gravenbruch OSM-Link zur Kartendarstellung: „Bruch von Gravenbruch“ | ⊙        | 93,47         | 1984  |
| Gehspitzweiher bei Neu-Isenburg                                             |      | 1438005 WDPA: 81720  | Neu-Isenburg OSM-Link zur Kartendarstellung: „Gehspitzweiher bei Neu-Isenburg“ | ⊙        | 24,62         | 1981  |
| Gräbenwäldchesfeld von Hausen                                               |      | 1438017 WDPA: 163294 | Obertshausen OSM-Link zur Kartendarstellung: „Gräbenwäldchesfeld von Hausen“ | ⊙        | 5,57          | 1990  |
| Hochbruch von Hausen                                                        |      | 1438003 WDPA: 81893  | Obertshausen, Hanau OSM-Link zur Kartendarstellung: „Hochbruch von Hausen“ | ⊙        | 111,69        | 1977  |
| Erlenwiesen bei Ober-Roden                                                  |      | 1438027 WDPA: 318367 | Rödermark OSM-Link zur Kartendarstellung: „Erlenwiesen bei Ober-Roden“ | ⊙        | 14,36         | 1996  |
| Kies- und Sandgrube von Dudenhofen                                          |      | 1438024 WDPA: 164067 | Rodgau OSM-Link zur Kartendarstellung: „Kies- und Sandgrube von Dudenhofen“ | ⊙        | 17,32         | 1995  |
| Mooskiefernwald von Dudenhofen                                              |      | 1438030 WDPA: 318807 | Rodgau OSM-Link zur Kartendarstellung: „Mooskiefernwald von Dudenhofen“ | ⊙        | 36,11         | 1999  |
| Rodauwiesen bei Rollwald                                                    |      | 1438033 WDPA: 318995 | Rodgau OSM-Link zur Kartendarstellung: „Rodauwiesen bei Rollwald“ | ⊙        | 32,74         | 1999  |
| Rotsohl und Thomassee von Dudenhofen                                        |      | 1438032 WDPA: 329600 | Rodgau OSM-Link zur Kartendarstellung: „Rotsohl und Thomassee von Dudenhofen“ | ⊙        | 51,88         | 1999  |
| Hengster                                                                    |      | 1438002 WDPA: 81867  | Rodgau, Obertshausen OSM-Link zur Kartendarstellung: „Hengster“ | ⊙        | 8,28          | 1923  |
| Niederrodener Lache                                                         |      | 1438010 WDPA: 164812 | Rodgau OSM-Link zur Kartendarstellung: „Niederrodener Lache“ | ⊙        | 124,63        | 1986  |
| Affelderchen und Rettichbruch von Klein-Welzheim                            |      | 1438007 WDPA: 81250  | Seligenstadt OSM-Link zur Kartendarstellung: „Affelderchen und Rettichbruch von Klein-Welzheim“ | ⊙        | 51,23         | 1983  |
| Kortenbach bei Froschhausen                                                 |      | 1438029 WDPA: 318680 | Froschhausen OSM-Link zur Kartendarstellung: „Kortenbach bei Froschhausen“ | ⊙        | 40,5          | 1998  |
| Schwarzbruch von Seligenstadt                                               |      | 1438018 WDPA: 165496 | Seligenstadt OSM-Link zur Kartendarstellung: „Schwarzbruch von Seligenstadt“ | ⊙        | 34,11         | 1990  |
| Langhorst von Hainburg und Seligenstadt                                     |      | 1438025 WDPA: 164371 | Hainstadt, Seligenstadt OSM-Link zur Kartendarstellung: „Langhorst von Hainburg und Seligenstadt“ | ⊙        | 82,27         | 1996  |
| Obermannslache bei Froschhausen                                             |      | 1438023 WDPA: 164900 | Froschhausen OSM-Link zur Kartendarstellung: „Obermannslache bei Froschhausen“ | ⊙        | 20,84         | 1995  |
| Pechgraben bei Klein-Krotzenburg                                            |      | 1438022 WDPA: 164981 | Klein-Krotzenburg, Hainstadt OSM-Link zur Kartendarstellung: „Pechgraben bei Klein-Krotzenburg“ | ⊙        | 34,04         | 1995  |
| Zellerbruch von Seligenstadt und Zellhausen                                 |      | 1438020 WDPA: 166401 | Seligenstadt, Mainhausen OSM-Link zur Kartendarstellung: „Zellerbruch von Seligenstadt und Zellhausen“ | ⊙        | 58,15         | 1992  |
| Legende für Naturschutzgebiet                                               |      |                      | |          |               |       |